# Campionat del món d'escacs de 1969

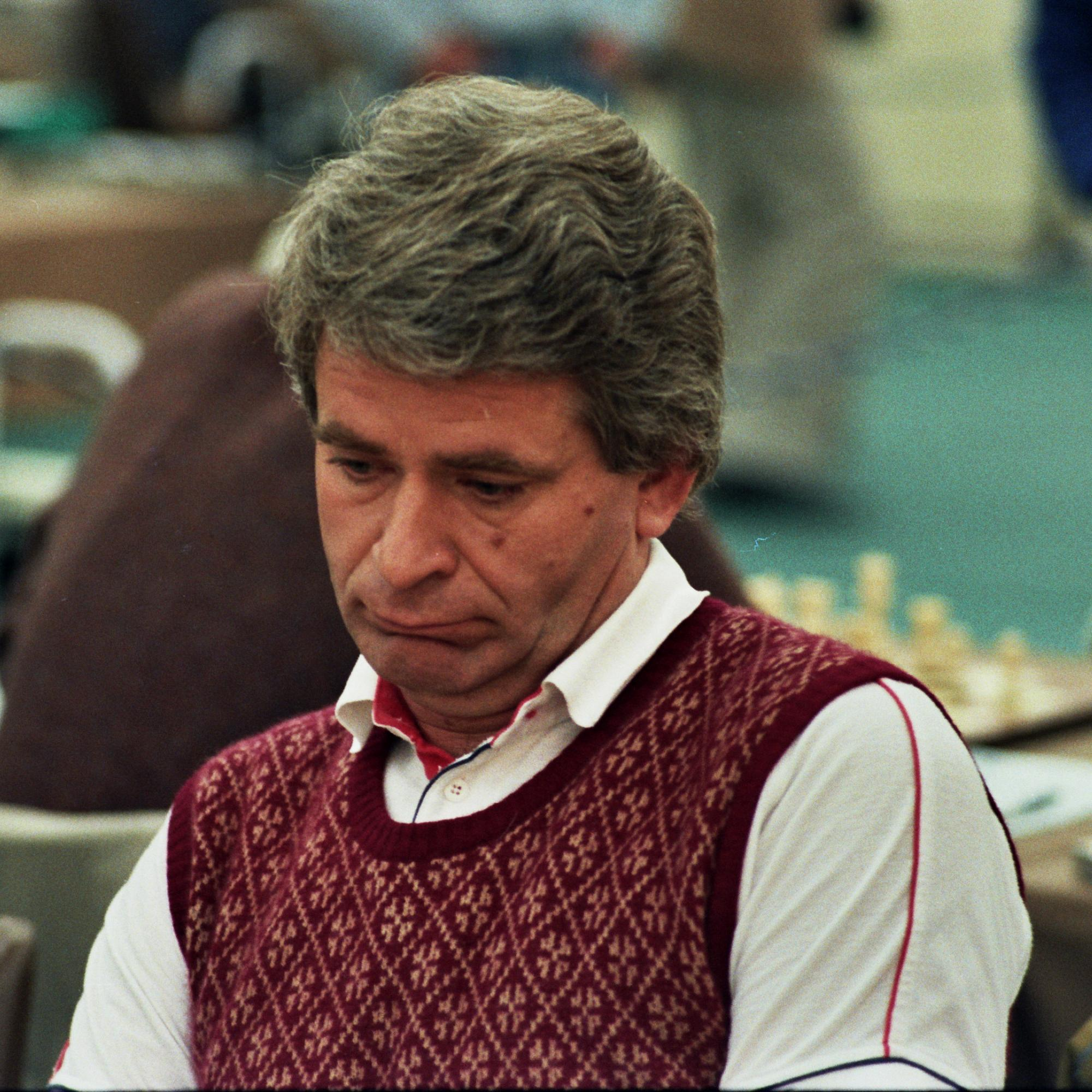
Boris Spassky, campió del món de 1969, en una foto de 1984.

El Campionat del món d'escacs de 1969 es va disputar entre Tigran Petrossian i Borís Spasski a Moscou des del 14 d'abril al 17 de juny del 1969. Spassky va ser-ne el vencedor.

## Torneig Interzonal 1967
El torneig Interzonal del 1967 va ser jugat a Sousse, Tunísia l'octubre i el novembre. Bobby Fischer va estar liderant el torneig amb set victòries i tres taules en deu rondes, tot i que va abandonar l'esdeveniment per una disputa amb els organitzadors. A causa que Fischer es va retirar abans que hagués jugat la meitat de les seves partides, els resultats de les seves partides no es varen incloure en els totals dels seus oponents. Bent Larsen va passar a guanyar per davant de Víktor Kortxnoi, Iefim Hèl·ler i Svetozar Gligorić, que varen compartir la segona plaça.
Borís Spasski i Mikhail Tal varen entrar al Torneig de Candidats com a finalistes del previ torneig, i els 6 primers de l'Interzonal també s'hi afegirien. Larsen, Korchnoi, Geller, Gligorić, i Lajos Portisch varen prendre les cinc primers llocs. Hi va haver un triple empat pel sisé lloc amb Sammy Reshevsky, Vlastimil Hort i Leonid Stein, que varen jugar una lligueta per determinar darrera plaça pel torneig de candidats. El lloc finalment va anar a Reshevsky, que va empatar tots les seves vuit partides de la lligueta. Els tres jugadors varen acabar amb 4 punts, però Reshevsky tenia millor puntuació de desempat del torneig principal.
|    |                             | 1 | 2 | 3 | 4 | 5 | 6 | 7 | 8 | 9 | 10 | 11 | 12 | 13 | 14 | 15 | 16 | 17 | 18 | 19 | 20 | 21 | 22 | Total | Desempat |
| -- | --------------------------- | - | - | - | - | - | - | - | - | - | -- | -- | -- | -- | -- | -- | -- | -- | -- | -- | -- | -- | -- | ----- | -------- |
| 1  | Bent Larsen                 | - | 0 | ½ | ½ | 0 | 1 | 1 | 1 | 1 | ½  | 1  | 1  | 1  | ½  | 0  | 1  | ½  | 1  | 1  | 1  | 1  | 1  | 15½   |          |
| 2  | Víktor Kortxnoi             | 1 | - | ½ | ½ | 1 | ½ | ½ | ½ | 0 | ½  | 0  | 0  | ½  | 1  | 1  | 1  | 1  | 1  | 1  | 1  | ½  | 1  | 14    | 36.00    |
| 3  | Iefim Hèl·ler               | ½ | ½ | - | ½ | ½ | 0 | 1 | ½ | 1 | ½  | ½  | 1  | ½  | ½  | 1  | ½  | ½  | 1  | ½  | 1  | 1  | 1  | 14    | 135.75   |
| 4  | Svetozar Gligorić           | ½ | ½ | ½ | - | ½ | ½ | ½ | 1 | ½ | ½  | ½  | ½  | ½  | 1  | 1  | ½  | ½  | ½  | 1  | 1  | 1  | 1  | 14    | 135.00   |
| 5  | Lajos Portisch              | 1 | 0 | ½ | ½ | - | ½ | ½ | 1 | 0 | ½  | ½  | ½  | ½  | 1  | 1  | ½  | 1  | ½  | ½  | 1  | 1  | 1  | 13½   |          |
| 6  | Samuel Reshevsky            | 0 | ½ | 1 | ½ | ½ | - | ½ | ½ | 1 | ½  | ½  | 1  | ½  | ½  | ½  | ½  | 1  | 1  | 0  | 1  | 1  | ½  | 13    | 129.75   |
| 7  | Vlastimil Hort              | 0 | ½ | 0 | ½ | ½ | ½ | - | 1 | ½ | ½  | 1  | ½  | ½  | ½  | ½  | ½  | ½  | 1  | 1  | 1  | 1  | 1  | 13    | 120.25   |
| 8  | Leonid Stein                | 0 | ½ | ½ | 0 | 0 | ½ | 0 | - | ½ | ½  | ½  | 1  | 1  | ½  | 1  | 1  | 1  | 1  | 1  | 1  | 1  | ½  | 13    | 117.00   |
| 9  | Milan Matulović             | 0 | 1 | 0 | ½ | 1 | 0 | ½ | ½ | - | 0  | 1  | 1  | ½  | 1  | 0  | ½  | ½  | 1  | 1  | ½  | 1  | 1  | 12½   |          |
| 10 | Aleksandar Matanović        | ½ | ½ | ½ | ½ | ½ | ½ | ½ | ½ | 1 | -  | ½  | 1  | ½  | ½  | ½  | ½  | 1  | ½  | 0  | 1  | ½  | ½  | 12    |          |
| 11 | Borislav Ivkov              | 0 | 1 | ½ | ½ | ½ | ½ | 0 | ½ | 0 | ½  | -  | 0  | ½  | ½  | 1  | ½  | 1  | ½  | 1  | 0  | 1  | 1  | 11    | 103.50   |
| 12 | Henrique Mecking            | 0 | 1 | 0 | ½ | ½ | 0 | ½ | 0 | 0 | 0  | 1  | -  | 1  | 1  | 1  | ½  | ½  | ½  | 1  | ½  | 1  | ½  | 11    | 102.50   |
| 13 | Aivars Gipslis              | 0 | ½ | ½ | ½ | ½ | ½ | ½ | 0 | ½ | ½  | ½  | 0  | -  | ½  | 0  | 1  | ½  | 0  | 1  | ½  | 1  | 1  | 10    | 93.75    |
| 14 | Lubomir Kavalek             | ½ | 0 | ½ | 0 | 0 | ½ | ½ | ½ | 0 | ½  | ½  | 0  | ½  | -  | ½  | 1  | ½  | 1  | 0  | 1  | 1  | 1  | 10    | 90.00    |
| 15 | Duncan Suttles              | 1 | 0 | 0 | 0 | 0 | ½ | ½ | 0 | 1 | ½  | 0  | 0  | 1  | ½  | -  | ½  | 1  | 0  | ½  | 1  | ½  | 1  | 9½    |          |
| 16 | István Bilek                | 0 | 0 | ½ | ½ | ½ | ½ | ½ | 0 | ½ | ½  | ½  | ½  | 0  | 0  | ½  | -  | ½  | ½  | 1  | 0  | 1  | 1  | 9     |          |
| 17 | László Barczay              | ½ | 0 | ½ | ½ | 0 | 0 | ½ | 0 | ½ | 0  | 0  | ½  | ½  | ½  | 0  | ½  | -  | ½  | 1  | ½  | ½  | 1  | 8     |          |
| 18 | Robert Byrne                | 0 | 0 | 0 | ½ | ½ | 0 | 0 | 0 | 0 | ½  | ½  | ½  | 1  | 0  | 1  | ½  | ½  | -  | 1  | ½  | ½  | 0  | 7½    |          |
| 19 | Miguel Cuéllar              | 0 | 0 | ½ | 0 | ½ | 1 | 0 | 0 | 0 | 1  | 0  | 0  | 0  | 1  | ½  | 0  | 0  | 0  | -  | 0  | 1  | 1  | 6½    | 61.00    |
| 20 | Lkhamsürengiin Myagmarsüren | 0 | 0 | 0 | 0 | 0 | 0 | 0 | 0 | ½ | 0  | 1  | ½  | ½  | 0  | 0  | 1  | ½  | ½  | 1  | -  | 0  | 1  | 6½    | 54.50    |
| 21 | Ortvin Sarapu               | 0 | ½ | 0 | 0 | 0 | 0 | 0 | 0 | 0 | ½  | 0  | 0  | 0  | 0  | ½  | 0  | ½  | ½  | 0  | 1  | -  | ½  | 4     |          |
| 22 | Slim Bouaziz                | 0 | 0 | 0 | 0 | 0 | ½ | 0 | ½ | 0 | ½  | 0  | ½  | 0  | 0  | 0  | 0  | 0  | 1  | 0  | 0  | ½  | -  | 3½    |          |
|   |                  | 1    | 2    | 3    | Total |
| - | ---------------- | ---- | ---- | ---- | ----- |
| 1 | Samuel Reshevsky | -    | ==== | ==== | 4     |
| 2 | Vlastimil Hort   | ==== | -    | =0=1 | 4     |
| 3 | Leonid Stein     | ==== | =1=0 | -    | 4     |

## Torneig de candidats de 1968
Spassky va guanyar el torneig de candidats per enfrontar-se a Petrosian pel campionat del món, cosa que va fer amb èxit. Spassky havia desafiat sense èxit a Petrosian en el 1966.)
|  | Quarts de final | Quarts de final   | Quarts de final |                 |    | Semifinals    | Semifinals | Semifinals |  |  | Final | Final         | Final |
|  |                 |                   |                 |                 |    |               |            |            |  |  |       |               |       |
|  | 1               | Borís Spasski     | 5½              |                 |    |               |            |            |  |  |       |               |       |
|  | 8               | Iefim Hèl·ler     | 2½              |                 |    |               |            |            |  |  |       |               |       |
|  | 8               | Iefim Hèl·ler     | 2½              |                 |    | Borís Spasski | 5½         |            |  |  |       |               |       |
|  |                 |                   |                 |                 |    | Borís Spasski | 5½         |            |  |  |       |               |       |
|  |                 |                   | Bent Larsen     | 2½              |    |               |            |            |  |  |       |               |       |
|  | 4               | Lajos Portisch    | Bent Larsen     | 2½              | 4½ |               |            |            |  |  |       |               |       |
|  | 4               | Lajos Portisch    |                 |                 | 4½ |               |            |            |  |  |       |               |       |
|  | 5               | Bent Larsen       | 5½              |                 |    |               |            |            |  |  |       |               |       |
|  |                 |                   |                 |                 |    |               |            |            |  |  |       | Borís Spasski | 6½    |
|  |                 |                   |                 | Víktor Kortxnoi | 3½ |               |            |            |  |  |       |               |       |
|  | 3               | Svetozar Gligorić | 3½              |                 |    |               |            |            |  |  |       |               |       |
|  | 6               | Mikhail Tal       | 5½              |                 |    |               |            |            |  |  |       |               |       |
|  | 6               | Mikhail Tal       | 5½              |                 |    | Mikhail Tal   | 4½         |            |  |  |       |               |       |
|  |                 |                   |                 |                 |    | Mikhail Tal   | 4½         |            |  |  |       |               |       |
|  |                 |                   | Víktor Kortxnoi | 5½              |    |               |            |            |  |  |       |               |       |
|  | 2               | Samuel Reshevsky  | Víktor Kortxnoi | 5½              | 2½ |               |            |            |  |  |       |               |       |
|  | 2               | Samuel Reshevsky  |                 |                 | 2½ |               |            |            |  |  |       |               |       |
|  | 7               | Víktor Kortxnoi   | 5½              |                 |    |               |            |            |  |  |       |               |       |

Larsen i Tal es varen enfrontar pel tercer lloc del playoffs a la ciutat holandesa de Eersel el març del 1969, en el qual Larsen va guanyar per 5½-2½.

## Matx del campionat de 1969
El matx es va jugar al millor de 24 partides. Si es finalitzava amb 12-12, Petrosian, el titular, retindria la corona.
|                   | 1 | 2 | 3 | 4 | 5 | 6 | 7 | 8 | 9 | 10 | 11 | 12 | 13 | 14 | 15 | 16 | 17 | 18 | 19 | 20 | 21 | 22 | 23 | Punts |
| ----------------- | - | - | - | - | - | - | - | - | - | -- | -- | -- | -- | -- | -- | -- | -- | -- | -- | -- | -- | -- | -- | ----- |
| Borís Spasski     | 0 | ½ | ½ | 1 | 1 | ½ | ½ | 1 | ½ | 0  | 0  | ½  | ½  | ½  | ½  | ½  | 1  | ½  | 1  | 0  | 1  | ½  | ½  | 12½   |
| Tigran Petrossian | 1 | ½ | ½ | 0 | 0 | ½ | ½ | 0 | ½ | 1  | 1  | ½  | ½  | ½  | ½  | ½  | 0  | ½  | 0  | 1  | 0  | ½  | ½  | 10½   |

Spassky va guanyar.